# Waalse Pijl 1985
De 49e editie van de Waalse Pijl (ook wel bekend als La Flèche Wallonne) werd gehouden op woensdag 17 april 1985. Het parcours had een lengte van 246 kilometer. De start lag in Hoei en de finish was voor het eerst op de top van de Muur van Hoei, die drie keer beklommen moest worden. In totaal bereikten 84 renners de eindstreep.

## Verloop
Claude Criquielion, regerend wereldkampioen, zette twintig kilometer voor de eindstreep de aanval in. Laurent Fignon kon niet volgen en Moreno Argentin haakte even aan en moest als laatste de Belg in de regenboogtrui laten gaan. Criquielion nam als laatste horde de 800 meter lange klim naar de finish waar hij arriveerde met 1 minuut en 49 seconden voorsprong op de nummer twee Argentin. Fignon kwam als derde boven en Joop Zoetemelk was met de veertiende plaats de beste Nederlander.
Na 25 jaar won weer een Waalse renner deze wedstrijd. Criquielion volgde Pino Cerami op die in 1960 zegevierde.

## Monument
De Belgische renner Claude Criquielion, de eerste winnaar op de Muur, overleed in 2015. Dit was dertig jaar na de eerste van zijn twee overwinningen, na 1985 ook in 1989. Hij kreeg op 1 december 2015 een monument in de steilste bocht die naar hem vernoemd werd.

## Uitslag
| Waalse Pijl 1985 |                    |                         |          |
| Plaats           | Naam               | Ploeg                   | Tijd     |
| Winnaar          | Claude Criquielion | Hitachi-Splendor-Sunair | 5u39'50" |
| 2                | Moreno Argentin    | Sammontana-Bianchi      | + 1'49"  |
| 3                | Laurent Fignon     | Renault-ELF             | + 1'59"  |
| 4                | Acácio da Silva    | Malvor-Bottecchia       | + 2'16"  |
| 5                | Yvon Madiot        | Renault-ELF             | + 3'34"  |
| 6                | Emanuele Bombini   | Del Tongo-Colnago       | + 3'37"  |
| 7                | Mario Beccia       | Malvor-Bottecchia       | + 3'43"  |
| 8                | Jörg Müller        | Skil-Sem-Kas-Miko       | + 3'55"  |
| 9                | Eric Van Lancker   | Fangio-Marc-Mavic       | + 3'59"  |
| 10               | Pascal Poisson     | Renault-ELF             | + 4'02"  |
|                  |                    |                         |          |
| 14               | Joop Zoetemelk     | Kwantum-Decosol-Yoko    | + 4'11"  |

1936 · 1937 · 1938 · 1939 · 1940 · 1941 · 1942 · 1943 · 1944 · 1945 · 1946 · 1947 · 1948 · 1949 · 1950 · 1951 · 1952 · 1953 · 1954 · 1955 · 1956 · 1957 · 1958 · 1959 · 1960 · 1961 · 1962 · 1963 · 1964 · 1965 · 1966 · 1967 · 1968 · 1969 · 1970 · 1971 · 1972 · 1973 · 1974 · 1975 · 1976 · 1977 · 1978 · 1979 · 1980 · 1981 · 1982 · 1983 · 1984 · 1985 · 1986 · 1987 · 1988 · 1989 · 1990 · 1991 · 1992 · 1993 · 1994 · 1995 · 1996 · 1997 · 1998 · 1999 · 2000 · 2001 · 2002 · 2003 · 2004 · 2005 · 2006 · 2007 · 2008 · 2009 · 2010 · 2011 · 2012 · 2013 · 2014 · 2015 · 2016 · 2017 · 2018 · 2019 · 2020 · 2021 · 2022 · 2023 · 2024 · 2025 · 2026
Lijst van beklimmingen